# Val d'Aveto
La val d'Aveto è una vallata situata tra le regioni Liguria ed Emilia-Romagna, inserita tra la città metropolitana di Genova e la provincia di Piacenza.
La valle è attraversata dal torrente omonimo, tributario della Trebbia, a cui si unisce nel comune piacentino di Corte Brugnatella, in località Confiente. In essa sono presenti i due comuni di Rezzoaglio e Santo Stefano d'Aveto, appartenenti al territorio metropolitano genovese; nella provincia di Piacenza vi sono quelli di Ferriere, Cerignale e Corte Brugnatella.

## Geografia fisica

### Flora
La Liguria è tra le regioni italiane quella che annovera il maggior numero di specie vegetali. All'interno della regione certamente l'Appennino ligure e la val d'Aveto occupano una posizione privilegiata, grazie alle loro caratteristiche climatiche, geografiche e geologiche.
L'Appennino ligure si può considerare una cerniera tra la regione fitogeografica medioeuropea e quella mediterranea, il cui confine corre proprio lungo la dorsale appenninica. Oltre a ciò questa catena montuosa rappresenta il raccordo tra le Alpi e l'Appennino Peninsulare. Questa particolare condizione rende possibile la presenza nella stessa area di specie botaniche caratteristiche dei diversi ambienti con cui l'Appennino ligure confina.
Si aggiungono a questa situazione favorevole il notevole gradiente altitudinale, che per la val d'Aveto va dai circa 350 metri della confluenza con il fiume Trebbia fino ai 1804 m della vetta del monte Maggiorasca, e la vicinanza con il mare propria della parte più meridionale della valle che vede alcune delle cime che la circondano, come ad esempio il monte Ramaceto o lo stesso monte Aiona, affacciarsi direttamente sulle valli che giungono al mare.
In val d'Aveto vengono coltivate varietà di patata particolari: la patata quarantina prugnona, la patata cabannese e la patata quarantina bianca genovese.

### Fauna
Dal punto di vista faunistico, oltre ai classici animali da allevamento e da cortile, abitano la valle molte specie, quali: caprioli, daini, tassi, ricci, istrici, vipere, bisce, volpi, cinghiali, faine, gatti selvatici, cavalli inselvatichiti e lupi; ricca l'avifauna, che comprende rapaci (tra cui gufi, civette, poiane e falchi), codirossi, rondini montane, fringuelli, ballerine bianche, cardellini, ghiandaie, upupe, cuculi e tordi, per citarne solo alcuni.

## Clima
Il clima della parte ligure, sebbene la valle si trovi all'interno degli Appennini, ha caratteristiche più similari a quello alpino.
La neve può infatti iniziare a cadere già da fine settembre e terminare le sue precipitazioni anche a giugno (come avvenuto nel 2013).

## Storia

Il monte Maggiorasca

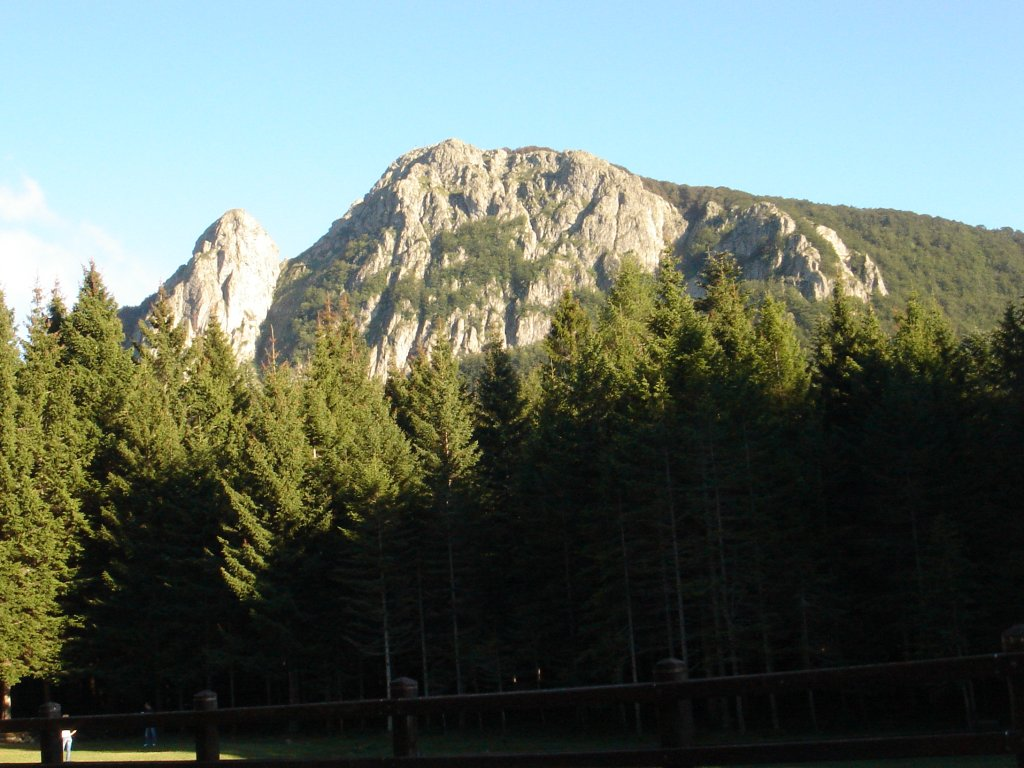
Il monte Penna

In epoca romana gli abitanti della valle, appartenenti alle etnie dei Liguri Iluati e dei Liguri Veleiati, dettero non pochi problemi alla nascente potenza latina, in un periodo protratto dal II secolo a.C., fino alla sconfitta dei Veleiati della foresta del monte Penna, ad opera del console Marco Claudio Marcello nel 166 a.C..
I Liguri veneravano il monte stesso come dio, e le foreste alle sue pendici erano considerate luoghi sacri. Tito Livio e il Console Gneo Fabrizio ne lodarono le doti di combattenti a Roma.
Successivamente la valle passò sotto il dominio dei Malaspina, che iniziarono la costruzione del castello di Santo Stefano d'Aveto, e infine dei Fieschi che acquistarono il territorio per la somma di 28.000 lire alla fine del XV secolo.
Dopo la Congiura dei Fieschi nel 1547 a Genova, che fallì miseramente, la valle venne assegnata alla famiglia Doria; contro di loro vi saranno due importanti rivolte alla fine del XVIII secolo, quando la valle diventò parte integrante della Repubblica di Genova, del Regno di Sardegna e infine del Regno d'Italia.
Durante la seconda guerra mondiale, data la sua difficile accessibilità, la valle verrà usata come rifugio da alcune formazioni partigiane, ma venne risparmiata dagli scontri, eventi che si verificarono soprattutto nelle valli vicine come la val Fontanabuona, la valle Sturla e la val Graveglia.
Oggi parte del territorio è occupata dal Parco naturale regionale dell'Aveto. Nella Riserva naturale Agoraie di sopra e Moggetto, è presente il "lago degli Abeti", uno specchio d'acqua che ospita sul fondo alcuni tronchi d'abete fossili.
La valle fu tana di briganti e di leggende: si narra che poco lontano dalla radura chiamata Cabruscià, vi fosse una locanda dove l'oste avvelenava i clienti più facoltosi; scoperto dai Malaspina venne bruciato vivo nella sua locanda, da cui il nome della radura Ca bruxià (dal genovese Casa bruciata). Altre fonti indicano con questo nome una dogana sulla strada che conduce al centro abitato di Borzonasca, fuori dalla valle.
Anticamente un lago occupava le odierne piane della Moglia, vicino al paese di Cabanne (Rezzoaglio). Furono i monaci di Villa Cella, lavorando duramente, ad aprire le chiuse naturali che intrappolarono l'acqua nella piana, e a farla defluire attraverso la gola detta Masappello.
La valle ebbe certamente un visitatore illustre: lo scrittore e Premio Nobel Ernest Hemingway. Durante il secondo conflitto bellico, precisamente nell'anno 1945, transitando sia per la val d'Aveto che nella val Trebbia come corrispondente al seguito dell'esercito di liberazione, si dice abbia scritto sul proprio diario la seguente frase:
Testimonianze dirette confermano inoltre che Ernest Hemingway visitò una seconda volta la val d'Aveto, durante gli anni cinquanta, per recarsi a pescare lungo il fiume Aveto.

### L'alluvione del 2015
Nella notte del 14 settembre 2015 una parte della provincia di Piacenza fu devastata dalle esondazioni improvvise del Nure dell'Aveto e della Trebbia, dovute al maltempo e ad ammassi di detriti, che causarono danni ingenti, il crollo del Ponte di Barberino sulla Trebbia e la morte di tre persone in val Nure. Le località più colpite furono Roncaglia, Pontenure, Ponte dell'Olio, Bettola, Farini, Ferriere, Rivergaro, Bobbio, Corte Brugnatella e Ottone; colpita anche l'alta val d'Aveto genovese nei comuni di Rezzoaglio e Santo Stefano d'Aveto, l'alta Val Trebbia genovese nei comuni di Gorreto, Propata, Torriglia ed i limitrofi comuni di Montoggio e Valbrevenna in alta val Scrivia.

## Monumenti e luoghi d'interesse

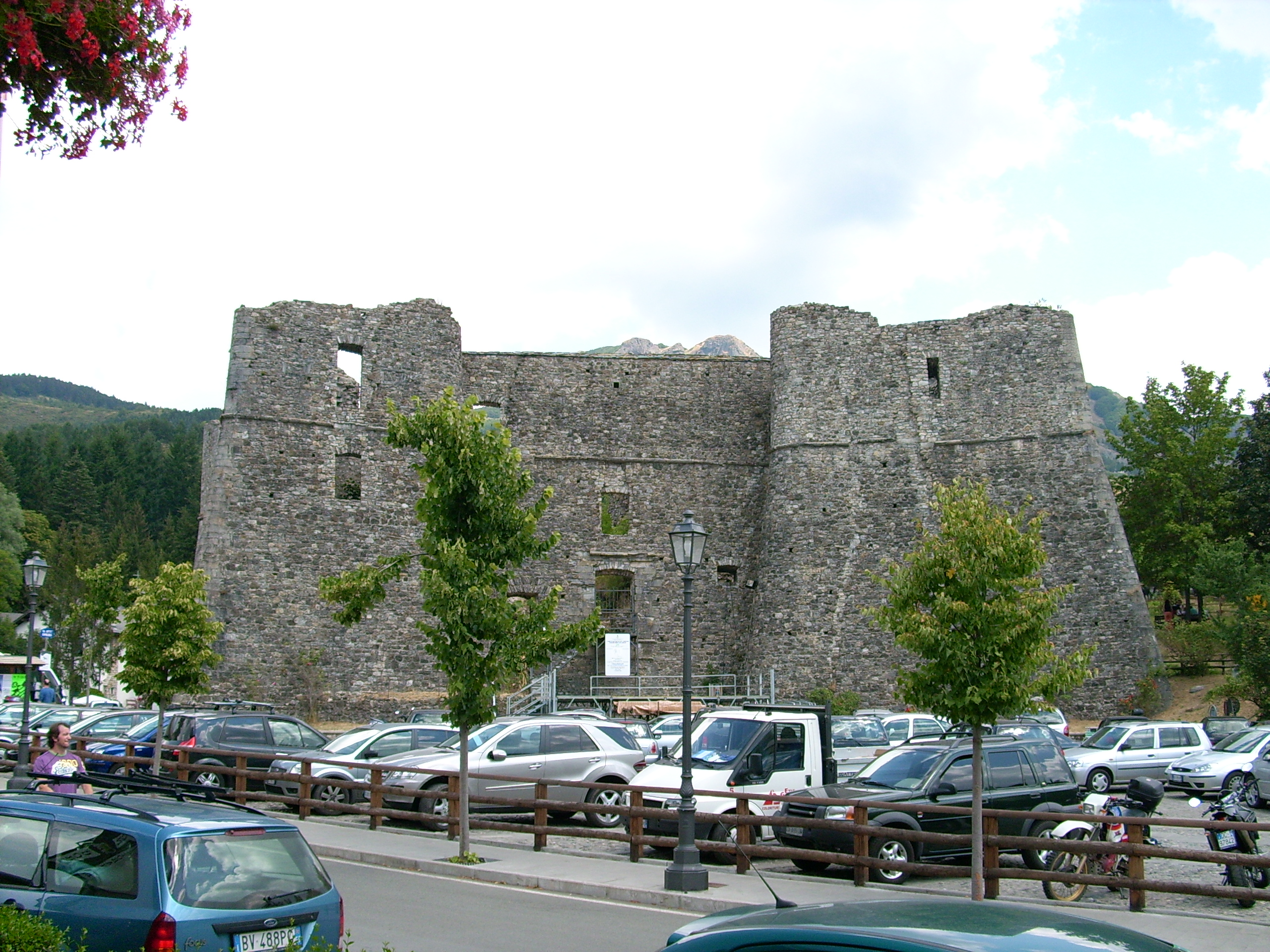
Il castello di Santo Stefano d'Aveto

### Architetture
- Castello di Santo Stefano d'Aveto.
- Ruderi del Castelluzzo dei Della Cella di Caselle di Allegrezze (Santo Stefano d'Aveto)
- Casa-Torre di Amborzasco (Santo Stefano d'Aveto)
- Ruderi della Torre di Castelà fra Pievetta e Campomenoso (Santo Stefano d'Aveto)
- Resti del Castello di Esola (Santo Stefano d'Aveto)
- Resti del Castello di Mileto (Santo Stefano d'Aveto)
- Resti dei Castelletti della Moglia (Santo Stefano d'Aveto)
- Ruderi delle mura del Castello di Rezzoaglio
- Resti della Casa-Torre di Brignole (Rezzoaglio)
- Ruderi della Casa-Torre di Casoni del Piano (Rezzoaglio)
- Tracce della Torre di Castagnola (Ferriere)
- Torri di Castelcanafurone (Ferriere)
- Rimanenza del castello di Brugneto (Ferriere)
- Torre di Salsominore (Castlà) (Ferriere)
- Santuario della Madonna di Guadalupe a Santo Stefano d'Aveto.

### Aree naturali
- Parco naturale regionale dell'Aveto.
- Monti, boschi e laghi: monte Pagliaro, monte Penna, monte Maggiorasca, monte Aiona, Riserva naturale Agoraie di sopra e Moggetto, Foresta del Penna, Lago delle Lame, Lago degli Abeti.

La zona della val d'Aveto più apprezzata dai bagnanti è quella nel comune di Corte Brugnatella, (Piacenza), in cui il torrente forma delle magnifiche gole e dove è attorniato da spiagge, a volte anche di sabbia.

## Cultura

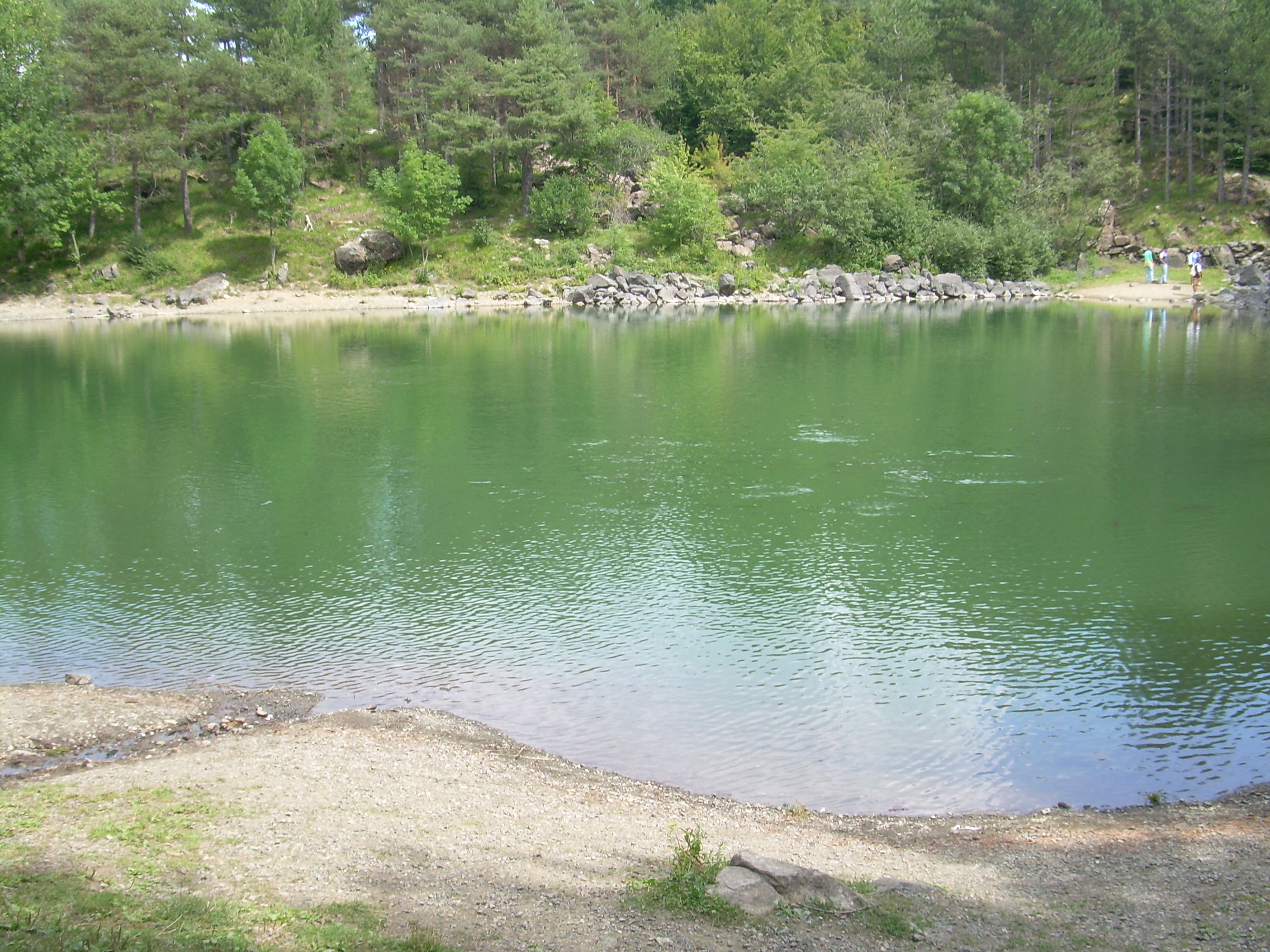
Il Lago delle Lame a Rezzoaglio

Questo paese fa parte del territorio culturalmente omogeneo delle Quattro Province (Alessandria, Genova, Pavia, Piacenza), caratterizzato da usi e costumi comuni e da un importante repertorio di musiche e balli molto antichi. Strumento principe di questa zona è il piffero appenninico che accompagnato dalla fisarmonica, e un tempo dalla müsa (cornamusa appenninica), guida le danze e anima le feste.

### Editoria
Dal 9 luglio 1903 a Bobbio si pubblica un settimanale cattolico, chiamato La Trebbia, distribuito nei comuni di Bobbio, Coli, Corte Brugnatella, Ottone, oltre che su abbonamento in Italia, specie nell'area di Genova, Chiavari, Piacenza, Pavia e Milano, e all'estero. Oltre alle informazioni di interesse religioso, il settimanale s'interessa degli eventi culturali e della cronaca locale del Bobbiese e dei comuni dell'Alta Val Trebbia, della Val d'Aveto e dell'Oltrepenice (territorio dell'Oltrepò al di là del monte Penice un tempo sotto Bobbio e dei comuni un tempo sotto l'antica contea e poi provincia di Bobbio, ancora oggi nella diocesi di Piacenza-Bobbio e nel vicariato di Bobbio), oltre che della storia e delle tradizioni locali.

### Enogastronomia
Caratteristici di questa zona sono i formaggi "San Stè" "u cabanin " "Sarazzu": notevole in val d'Aveto è infatti la presenza di pascoli e allevamenti di bestiame.
Particolarmente apprezzati anche i prodotti tipici della montagna, in particolare i frutti di bosco, che qui trovano facile diffusione.
La valle è altresì famosa per i suoi funghi, che dato il microclima e l'altitudine, presentano caratteristiche particolari.

## Demografia

### Comuni principali
Di seguito è riportata la lista dei cinque comuni della valle ordinati per numero di abitanti al 31 dicembre 2010:
| Pos. | Stemma | Comune di             | Popolazione (ab) | Superficie (km²) | Densità (ab/km²) | Altitudine (m s.l.m.) |
| ---- | ------ | --------------------- | ---------------- | ---------------- | ---------------- | --------------------- |
| 1º   |        | Ferriere              | 1.551            | 179              | 8,7              | 626                   |
| 2º   |        | Santo Stefano d'Aveto | 1.251            | 55,4             | 22,6             | 1.012                 |
| 3º   |        | Rezzoaglio            | 1.074            | 105,3            | 10,2             | 735                   |
| 4º   |        | Corte Brugnatella     | 688              | 46,4             | 14,8             | 476                   |
| 5º   |        | Cerignale             | 170              | 31               | 5,5              | 708                   |